# Anahuac Tauro
L'Anahuac Tauro era un aereo agricolo monoplano ad ala bassa a sbalzo sviluppato dall'azienda messicana Fabrica de Aviones Anahuac SA nei tardi anni sessanta del XX secolo. Prima realizzazione dell'azienda venne prodotto in piccole quantità fino ai primi anni settanta.

## Storia del progetto
Nella metà degli anni sessanta le esigenze di sviluppo dell'agricoltura nel Messico suggerirono la fondazione di una nuova azienda aeronautica nazionale un grado di soddisfare le richieste del mercato.
La Fabrica de Aviones Anahuac si inserì nel mercato dell'aviazione civile, specificatamente con un modello destinato a compiti agricoli adatto alla semina, alla distribuzione di sostanze chimiche quali fertilizzante o pesticidi.
Il progetto venne avviato nel 1967 e rispecchiava l'impostazione dei velivoli concorrenti di produzione occidentale, quali ad esempio lo statunitense Cessna 188: monomotore, monoplano ad ala bassa, monoposto dalla cabina di pilotaggio rialzata per favorire la visibilità del pilota.
Il prototipo, equipaggiato con un motore radiale Jacobs R-755-A2M1 da 300 hp (223 kW) venne portato in volo per la prima volta il 3 dicembre 1968 confermando con buone doti di volo le speranze dei suoi produttori. Venne quindi avviata la produzione di altri sette esemplari con questa configurazione.
Nei primi anni settanta la Jacobs Aircraft Engine Company mise sul mercato un'evoluzione del suo motore R-755 in grado di erogare una potenza superiore. La Anahuac decise quindi di riprendere la produzione adottando la nuova unità, il Jacobs R-755-SM da 350 hp (260 kW), tra il 1972 ed il 1973.

## Tecnica
Il Tauro era un velivolo di costruzione metallica e dall'impostazione, per il ruolo al quale era destinato, classica: monomotore, monoplano ad ala bassa, monoposto.
La fusoliera, caratterizzata da una cabina di pilotaggio monoposto rialzata per favorire la visibilità, integrava davanti alla postazione del pilota il serbatoio delle sostanze chimiche in modo da favorire il bilanciamento del velivolo. Posteriormente terminava in un impennaggio classico monoderiva dotato di piani orizzontali, anch'essi controventati, e verticale ricoperti in tela.
L'ala, di struttura metallica ricoperta in tela trattata, posizionata bassa e a sbalzo sulla fusoliera, era caratterizzata dalla corda costante, sul bordo d'uscita della quale era posizionata la barra di irrorazione.
Il carrello d'atterraggio era fisso ed ammortizzato, con le gambe di forza anteriori posizionate sotto l'ala ed integrato posteriormente da un ruotino d'appoggio.
La propulsione era affidata ad un motore radiale di produzione statunitense, il Jacobs R-755 a 9 cilindri, montato sul muso privo di qualsiasi cappottatura. Inizialmente venne utilizzato il modello R-755-A2M1 da 300 hp (223 kW) e sostituito successivamente con il più potente R-755-SM da 350 hp (260 kW).

## Versioni
- Tauro T300: 1 prototipo e 7 esemplari dotati di motore Jacobs R-755-A2M1 da 300 hp (223 kW)
- Tauro T350: 4 esemplari[3] dotati di motore Jacobs R-755-SM da 350 hp (260 kW)